# Quintin Hogg (mercader)

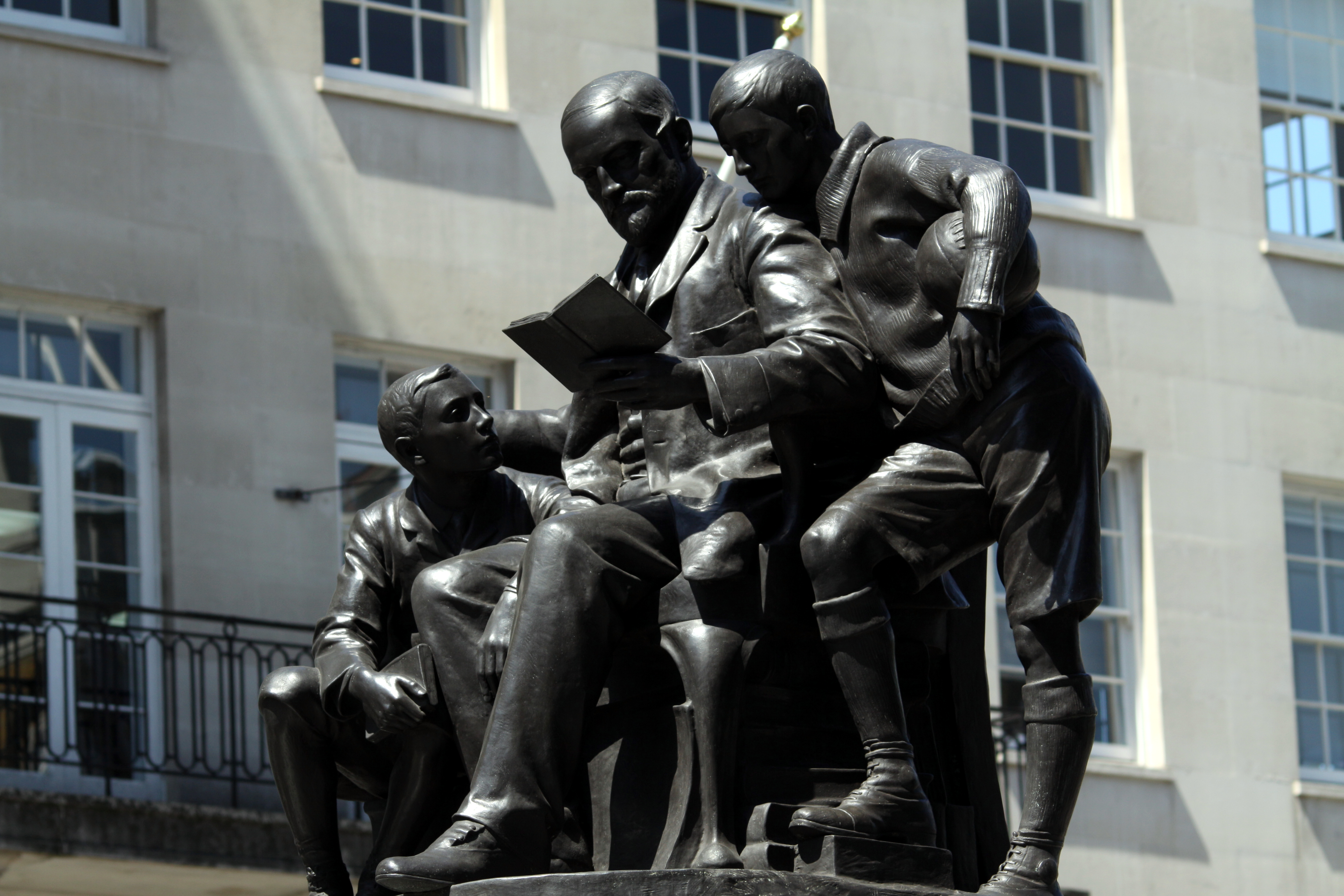
Quintin Hogg (mercader)

Quintin Hogg (14 de febrer de 1845 - 17 de gener de 1903) era un filòntrop anglès que va fundar la institució que avui en dia és la Universitat de Westminster.
Quentin Hogg va ser el setè fill de Sir James Weir Hogg (1790-1876). Va néixer i va viure a Londres. Fou educat a l'Eton College. Tenia unes conviccions religioses molt fortes. També fou voluntari del rifle. Hogg era un esportista i fou un dels pioners de l'Association Football. Va jugar als Wanderers F.C., amb qui va guanyar la Copa. També va jugar a la selecció d'Escòcia.
Es va dedicar al comerç internacional, sobretot de matèries primeres com el te i el sucre. Treballà per la modernització de la producció del sucre a Demerara (colònia britànica d'Amèrica del Sud, ara anomenada Guyana). A allà va practicar el cricket.
Havent fet una fortuna, es relacionà amb el moviment filantròpic cristià. A la Londres Dickensiana, treballà per la reforma de l'educació: el 1864 fundà l'Escola Ragged. També llogà a preus baixos habitacions per escolars. El 1882, fundà el Young Men's Christian Institute, que es passà a dir Regent Street Polytechnick. Aquest esdevingué el London Polytechnic, que es convertí en la Universitat de Westminster. Avui en dia aquesta és la institució d'educació per adults més important de Londres i està situada a Regent Street.
També fou Regidor del Primer Consell del Comtat de Londres, lloc des del qual va fomentar la fundació de més escoles.
Es casà amb Alice Anna Graham, filla de William Graham, el 1871 i van tenir dos fills i dues filles. El seu fill gran va ser Douglas Hogg, primer Vescompte Hailsham, pare de Quintn Hogg. Va morir el 1903.
A més a més de la Universitat, Quintin Hogg també és commemorat per una illa del Carib, l'Illa Hogg a la Guyana, un club esportiu (Quintin Rugby Football Club). Té una estàtua i una placa a la casa on va viure.